# Is There Something I Should Know?
Is There Something I Should Know? è un singolo del gruppo musicale britannico Duran Duran, pubblicato nel marzo 1983.
Il brano è stato inserito nella ristampa americana del primo album del gruppo.
Il singolo ha debuttato direttamente in cima alla classifica britannica.

## Tracce
7" Single
1. Is There Something I Should Know? – 4:11
2. Faith in This Colour – 4:09

12" Maxi
1. Is There Something I Should Know? (Monster Mix) – 6:38
2. Is There Something I Should Know? (Short Version) – 4:06
3. Faith in This Colour – 4:04

## Formazione
- Simon Le Bon – voce, armonica a bocca
- Andy Taylor – chitarra, seconda voce
- John Taylor – basso
- Nick Rhodes – tastiera
- Roger Taylor – batteria

## Classifiche
| Classifica (1983)             | Posizione massima |
| ----------------------------- | ----------------- |
| Australia                     | 4                 |
| Belgio (Fiandre)              | 16                |
| Canada                        | 3                 |
| Finlandia                     | 2                 |
| Germania                      | 28                |
| Irlanda                       | 2                 |
| Italia                        | 29                |
| Norvegia                      | 10                |
| Nuova Zelanda                 | 5                 |
| Paesi Bassi                   | 24                |
| Regno Unito                   | 1                 |
| Stati Uniti                   | 4                 |
| Stati Uniti (mainstream rock) | 3                 |
| Svezia                        | 16                |
| Svizzera                      | 7                 |